# Свејлдејл (Ајова)
Свејлдејл (енгл. Swaledale) град је у америчкој савезној држави Ајова. По попису становништва из 2010. у њему је живело 165 становника.

## Демографија
Према попису становништва из 2010. у граду је живело 165 становника, што је -9 (-5.2%) становника више него 2000. године.
| Група             | 2000.        | 2010.       |
| Белци             | 174 (100.0%) | 160 (97,0%) |
| Афроамериканци    | 0 (0,0%)     | 0 (0,0%)    |
| Азијати           | 0 (0,0%)     | 0 (0,0%)    |
| Хиспаноамериканци | 0 (0,0%)     | 5 (3,0%)    |
| Укупно            | 174          | 165         |